# Brajkovac (Prijepolje)
Pour les articles homonymes, voir Brajkovac.
Brajkovac (en serbe cyrillique : Брајковац) est un village de Serbie situé dans la municipalité de Prijepolje, district de Zlatibor. Au recensement de 2011, il comptait 63 habitants.

## Démographie
| 1948 | 1953 | 1961 | 1971 | 1981 | 1991 | 2002 | 2011 |
| ---- | ---- | ---- | ---- | ---- | ---- | ---- | ---- |
| 297  | 324  | 327  | 303  | 247  | 145  | 87   | 63   |

|  |